# Schloss Altenburg
Schloss Altenburg is een kasteel in de Duitse stad Altenburg in Thüringen. Het was ooit de residentie van de hertog van Saksen-Altenburg. Het kasteel is tegenwoordig een museum waar onder andere speelkaarten van het skaatspel te zien zijn.
Onderdeel van het slot is de 15e-eeuwse gotische slotkerk. Hierin is een kerkorgel te vinden dat in 1739 gebouwd werd door Tobias Heinrich Gottfried Trost. Het is nog bespeeld door Johann Ludwig Krebs en Johann Sebastian Bach.